# Cannes
Cannes (ejtsd: [kann]) (okcitán nyelven: Canas, ejtsd: [kanɔ]) város a Francia Riviérán. Közigazgatásilag Alpes-Maritimes megyében, Provence-Alpes-Côte d’Azur régióban található. Világhírű üdülőhely, az éves cannes-i nemzetközi filmfesztivál otthona.

## Földrajza
Cannes dél-franciaországi kikötőváros a Földközi-tenger partján, 36 km-re Nizzától, 55 km-re Monacótól és 60 km-re az olasz határtól. A közel 1970 hektáros területe mintegy 8,8 km hosszú, 4,5 km széles, magassága pedig a tengerszinttől 250 méterig terjed. A filmfesztivál ideje alatt Cannes lakosainak száma (eredetileg 70 200 fő) közel háromszorosára nő.

## Történelme
A középkorban a település a Lérins-szigeteki apátsághoz tartozott, a 19. század elejéig egy szegény földművelésből és halászatból élő falu volt. 1834 decemberében Lord Henry Brougham and Vaux, Anglia főkancellárja úgy döntött, hogy elviszi lányát egy olaszországi utazásra, azonban Piemont királya kolerajárvány miatt lezárta a francia határt. Visszafordulva Lord Brougham Grasse városába igyekezett, de beesteledett, s kénytelen volt megszállni egy cannes-i fogadóban. A hely annyira elbűvölte, hogy építtetett egy villát, amit lányáról, Eleonore-ról nevezett el. Ettől kezdve angol és francia előkelőségek építtettek itt villákat és kastélyokat, s a település fokozatosan üdülőhellyé vált.
1838-ban kezdték el építeni az első kikötőt, kiszélesítették a part menti ösvényt, melyet "a kis kereszt útjának" (chemin de la petite croix) neveztek el, amely később Croisette sétány néven vált híressé. 1848-ban a moszkvai francia konzul felesége, Alexandra Feodorovna Skrypitzine szeretett bele Cannes-ba, és hozta magával az orosz arisztokráciát. 1858-ban húzzák fel az első épületet a Croisette-en, a későbbi "Gonnet et de la Reine" szállodát. 1863. április 10-én éri el a várost a Párizs–Lyon–Földközi-tenger vasútvonal, 1883. április 10. és május 31. között már 19 430 utas váltott jegyet a cannes-i vasútállomáson. 1899-től van a városban villamosközlekedés.
1919-ben itt alapították a Vöröskereszt Szervezetek Ligáját, a mai Vöröskereszt és Vörös Félhold Szervezetek Nemzetközi Szövetségének jogelődjét.
1939-ben a francia kormány „napsütött volta és elbűvölő környezete” miatt Cannes-t választotta a nemzetközi filmfesztivál megrendezésére. Úgy döntöttek, hogy az éppen befejezés előtt álló Casino 1200 főt befogadó nagyterme megfelel a vetítéseknek. A második világháború ugyan megakadályozta a fesztivál megrendezését, de 1946-ban végül is tető alá hozták a filmes eseményt. A kezdeti pénzügyi nehézségek ellenére (1948-ban és 1950-ben el is maradt a fesztivál) sikerült a rendezvényt stabilizálni, és előbb szeptemberben, majd 1951-től májusban évente megtartani. A fesztivál a világ filmeseinek kivételezett találkozóhelyévé vált; jó hírnevét annak köszönheti, hogy egyensúlyt tudtak teremteni a filmek művészi értéke és kereskedelmi haszna között.
A fesztiválnak köszönhetően a tömegkommunikációs eszközök Cannes-t nagyon gyorsan a világ egyik legismertebb városává tették, és ez a vonzerő ma is hat mindazokra a franciákra és külföldiekre, akiket megigéz a város sztárokkal teli légköre. Az intenzív turizmus rendkívül fejlett szálloda- és vendéglátóipart, valamint a luxuscikkek kereskedelmét hozta létre.
1959-ben és 1961-ben Cannes-ban rendezték meg az Eurovíziós Dalfesztivált.

## Közigazgatás
A helyi országos és önkormányzati választásokon rendre a jobboldal politikai erő nyer, a 2001-ben 2008-ig megválasztott Bernard Brochand polgármester a vezető francia konzervatív párt (Union pour un Mouvement Populaire – UMP) tagja.
Cannes két kanton székhelye:
- Cannes Centre – a város 26 550 lakosú központi területeit foglalja magába;
- Cannes Est – a város 23 924 lakosú keleti területeivel.

Cannes városának nyugati része egy harmadik kantonhoz, a Mandelieu-Cannes Ouest-hez tartozik.

## Népesség
| 1962                                                                              | 1968 | 1975 | 1982   | 1990   | 1999   | 2004   | 2010   | 2011   | 2012   |
| --------------------------------------------------------------------------------- | ---- | ---- | ------ | ------ | ------ | ------ | ------ | ------ | ------ |
|                                                                                   |      |      | 72 259 | 68 676 | 67 304 | 70 200 | 73 234 | 73 234 | 73 603 |
| 1968-tól a kettős (állandó és ideiglenes lakóhely szerinti) számlálás kizárásával |      |      |        |        |        |        |        |        |        |

## Gazdaság
Cannes fő bevételeit az idegenforgalom teszi ki. A városban számos luxus palota, szálloda és kereskedelmi egység található.
A város két nemzetközi repülőtérről is könnyen megközelíthető: néhány kilométerre, Nizzában van a Nice-Côte-d’Azur nemzetközi repülőtér, és a Cannes-tól nyugatra, a szomszédos településen az ország második legnagyobb magánrepülőgépek fogadását végző légikikötője, a Cannes Mandlieu repülőtér.
A város környékén elsősorban a csúcstechnológiát képviselő elektronikai és számítógépipar telepedett meg. Nagy kihatással van rá a közeli Sophia Antipolis tudományos és technológiai kutató bázis. A repülőtér közvetlen szomszédságában van a több mint 1300 főt foglalkoztató Alcatel Alenia Space üzem. Ugyancsak nagy foglalkoztató a Cannes-i Egészségközpont és maga a város, amely évente mintegy 150 rendezvényt (nemzetközi fesztivál, kongresszus, vásár) szervez, melynek becsült gazdasági haszna mintegy 350 millió euró.
A város környékén fejlett a szőlészet és a virágkertészet, mely utóbbi nagyban hozzájárul a Grasse környékén kialakult parfümgyártáshoz.

## Látnivalók, műemlékek
A város finom fövenyes strandja a híres Croisette körúttal, fontos turisztikai vonzerőt ad. Az évente május közepén megrendezett nemzetközi filmfesztivál a legfontosabb esemény. A fesztiválpalota a város legmitikusabb helye. A pálmafákkal szegélyezett Croisette-en olyan előkelő paloták sorakoznak, mint a Carlton Intercontinental, a Martinez, a Majestic, vagy a Noga Hilton szállodák.
A látványosságok közül ki kell emelni az óváros (Le Suquet) 11. századi őrtornyát, mellette a várat, ahol a Földközi-tenger antik kultúráját bemutató kiállítás látható, valamint a késő gótikus Notre-Dame de l'Espérance templomot, a román stílusú Sainte-Anne kápolnát és a városházát.
Turista látványosság a város előtt a tengerben fekvő Lérins-szigetek: a Saint-Honorat és a Sainte- Marguerite, mindkettőn a kikötőt vigyázó erőd. Az előbbi szigeten található az apátság, az utóbbin raboskodott a Bastille-ba történt átszállítása előtt – a francia történelem egyik regényes alakja –, a számtalan változatban megfilmesített Vasálarcos…

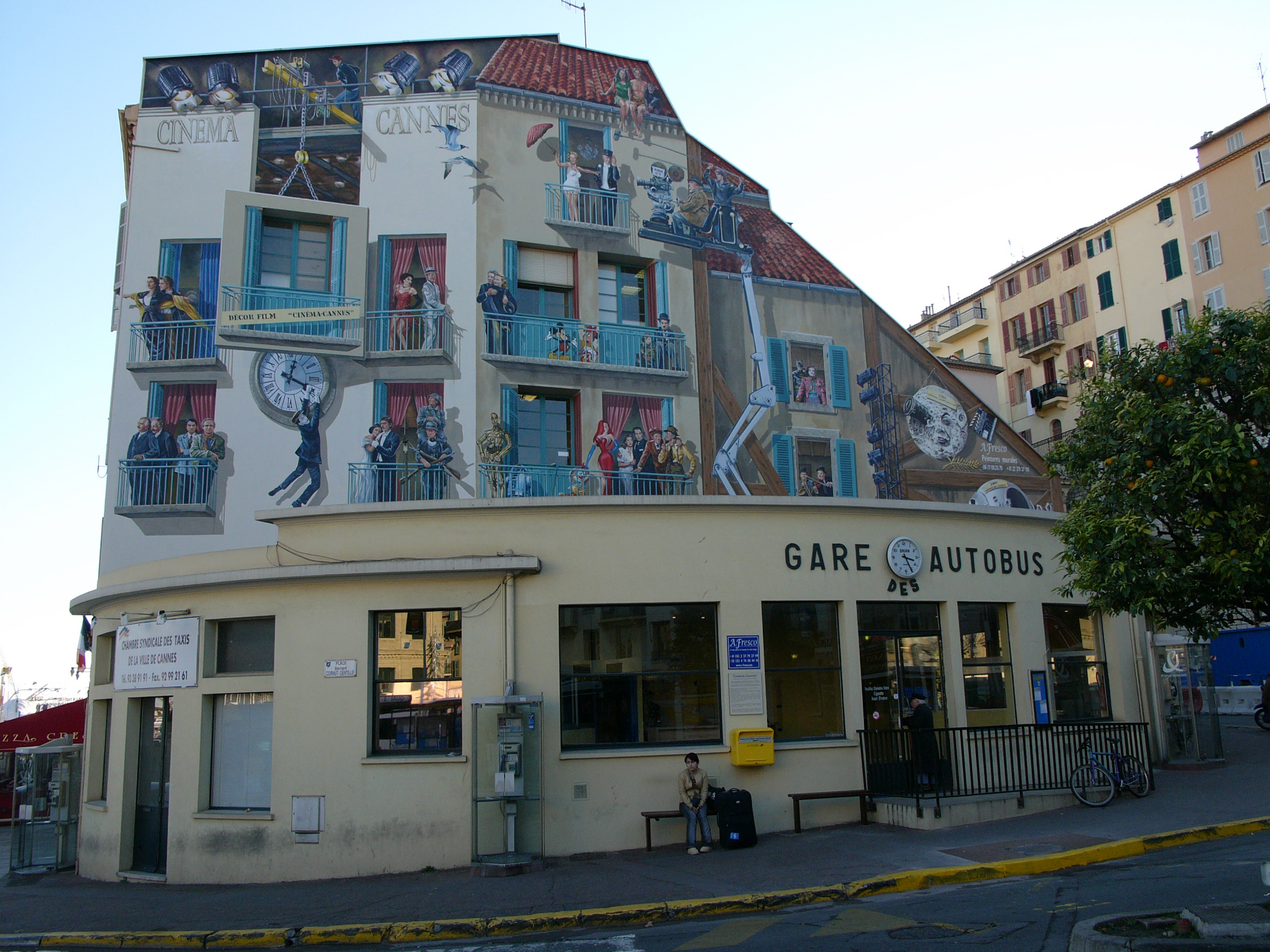
A hetedik művészet nyoma a buszpályaudvaron…

## Kultúra
Cannes fogadja minden évben a filmvilág egyik legnagyobb seregszemléjét, a Cannes-i fesztivált.
Ugyanez a fesztiválpalota ad otthont a legnagyobb európai seregszemleként számon tartott MIDEM zenei szakvásárnak, valamint egy sor más eseménynek (nemzetközi játékfesztivál, luxusjacht-vásár stb.), így Párizs után Cannes a második legnagyobb francia rendezvényszervező város.

## Ismert emberek
- Guillaume Apollinaire költő egy ideig a városban élt, itt járt iskolába.
- Zinédine Zidane 1988 és 1992 között a Cannes-i Futball Sportegyesület (AS Cannes) játékosa volt.
- Cannes-ban született:
  - François Léotard, francia politikus (* 1942)
  - Gérard Philipe, színész (* 1922)
- Cannes-ban hunyt el:
  - Gabriel Chevallier, író († 1969)
  - Coluche, színész († 1986)
  - Jean Marais, színész († 1998)
  - Prosper Mérimée, író († 1870)
  - Alexis de Tocqueville, filozófus és történész († 1859)
  - Terence Young, brit filmrendező (James Bond: Dr. No, Oroszországból szeretettel, Tűzgolyó) († 1994)

## Nemzetközi kapcsolatok
- Testvérvárosi szerződés
  -  Madrid, Spanyolország (1957)
  -  Kensington and Chelsea kerület (London), Egyesült Királyság (1970)
  -  Beverly Hills, USA (1986)
  -  Sizuoka, Japán (1992)
  -  Acapulco, Mexikó (1994)
  -  Sayna, Kína (1997)
  -  Khemisset, Marokkó (2006)
- Barátsági szerződés
  -  Firenze, Olaszország (1991)
  -  Tel-Aviv-Jaffa, Izrael (1993)
  -  Gstaad (Saanen), Svájc (1995)
  -  Moszkva 1. kerülete, Oroszország (1998)
  -  Québec, Kanada (1998)
  -  Torino, Olaszország (2000)
  -  Papeete, Francia Polinézia

## Képgaléria

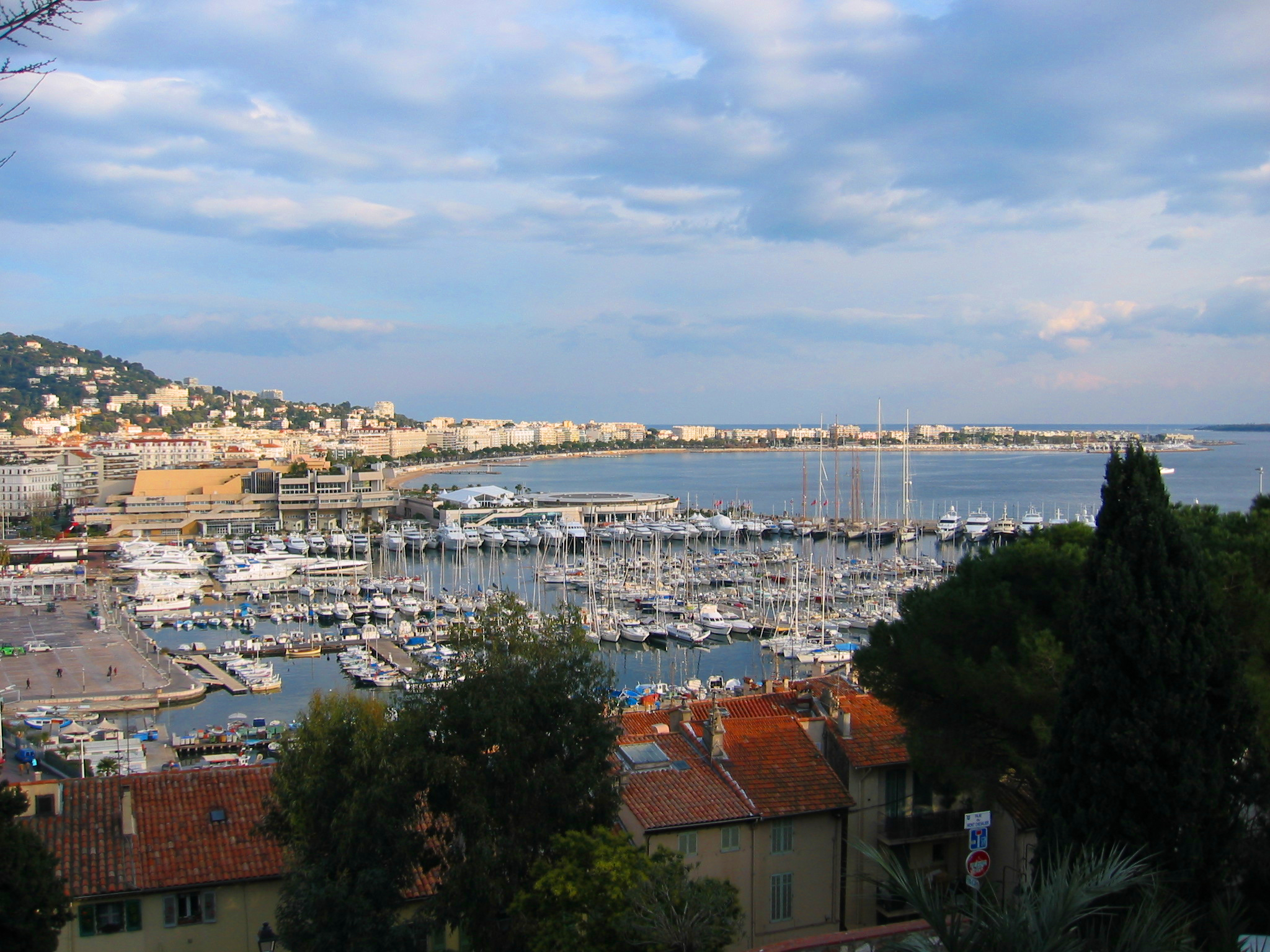
Cannes látképe a Castre-ból
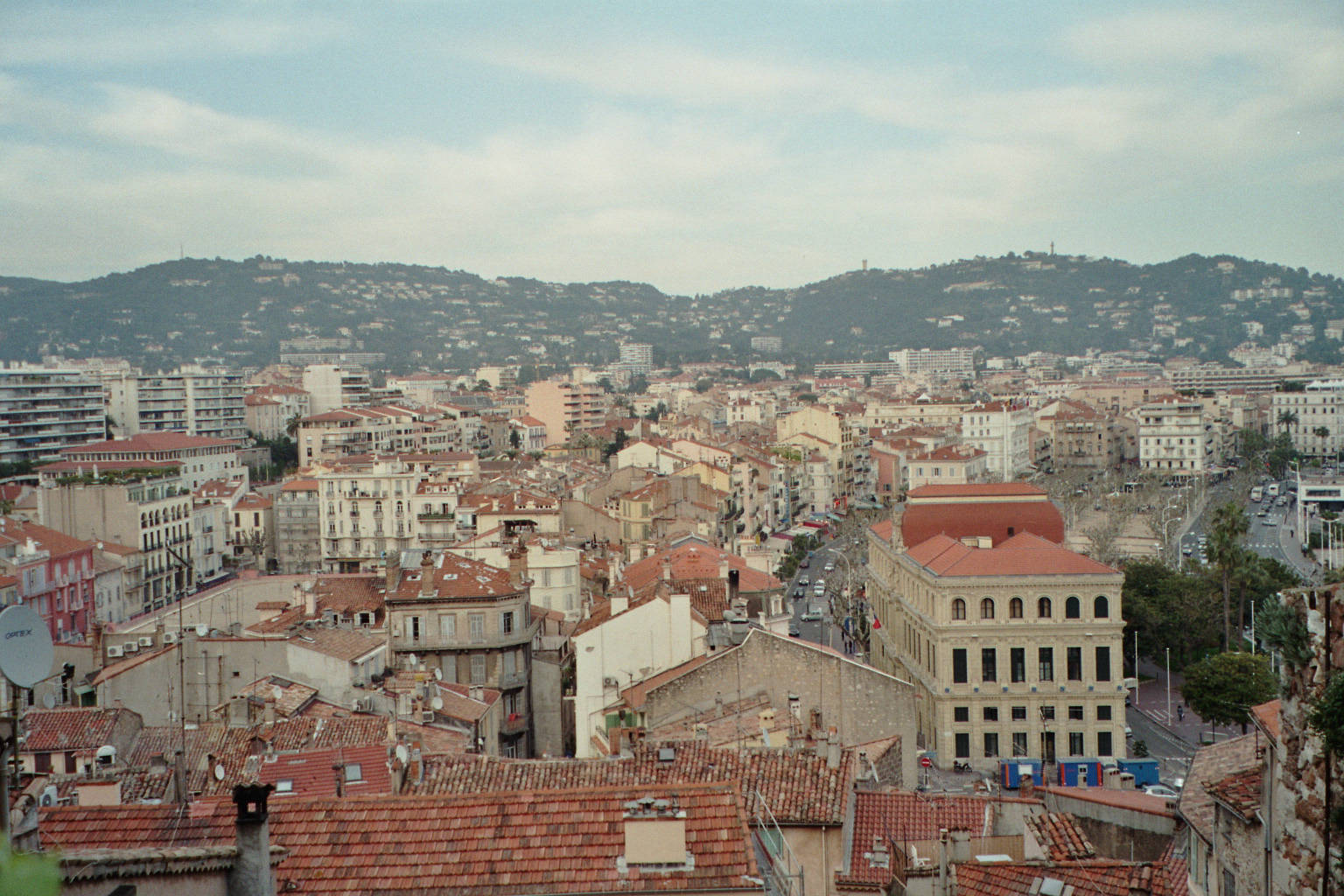
Cannes-i háztetők
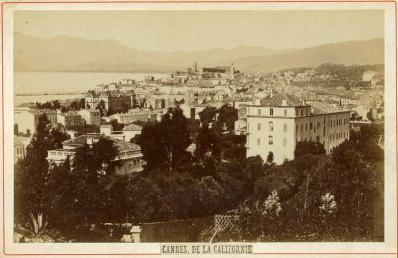
Cannes látképe a La Californie-ról 1910 körül
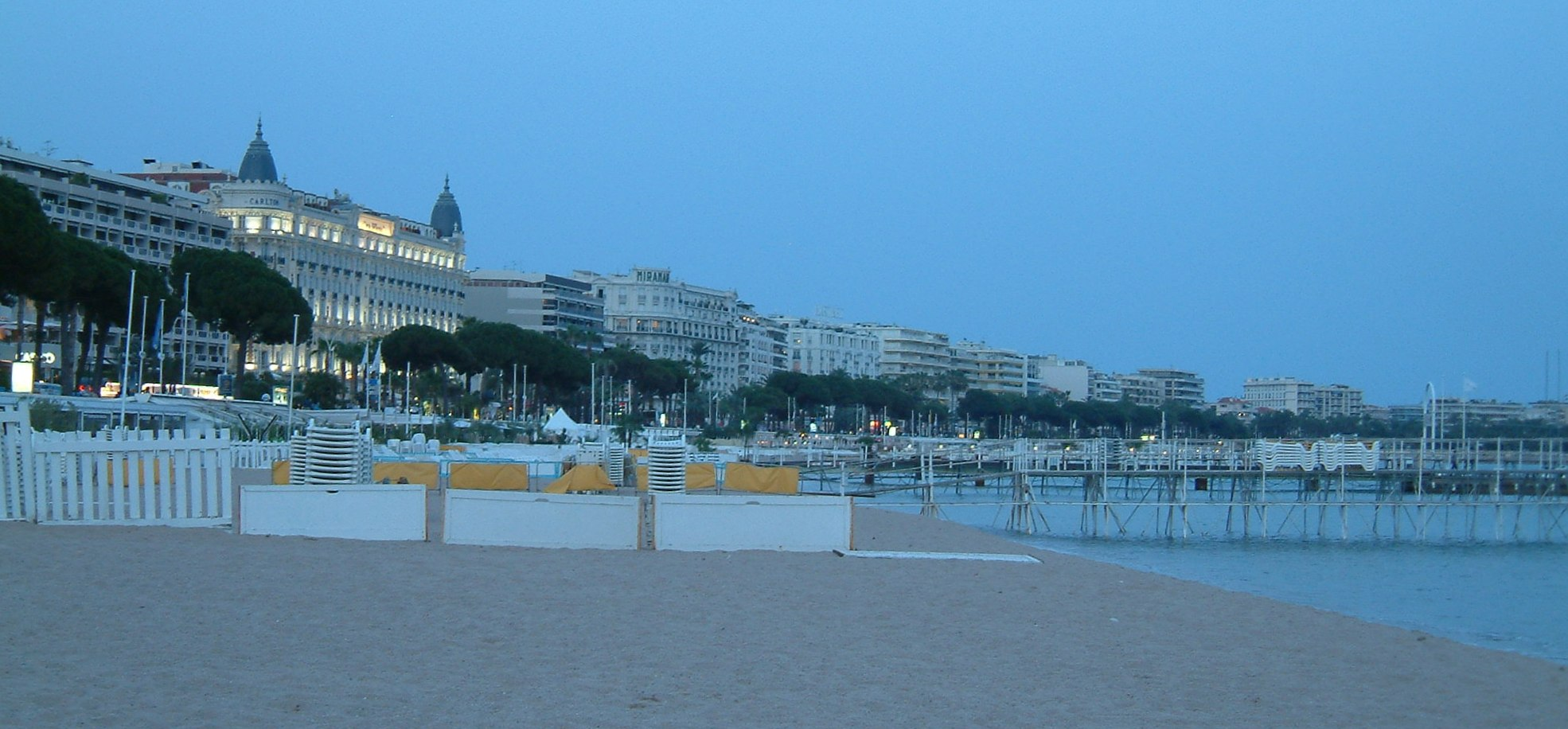
A Croisette
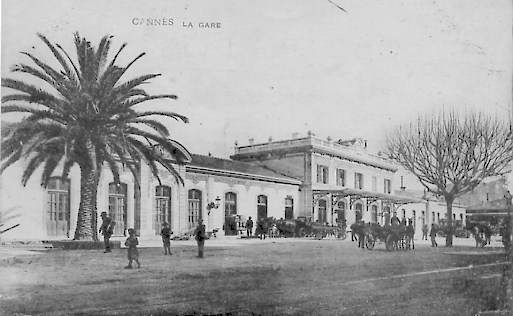
A cannes-i pályaudvar 1880-ban